# Caswell (motorfietsmerk)
Caswell (of Casswell) is een Brits historisch merk van motorfietsen.
De bedrijfsnaam was: Caswell Ltd., London.
In 1904 presenteerde Caswell tijdens de Crystal Palace Show een motorfiets met een watergekoelde motor, volgens sommige bronnen van Minerva, volgens andere van Fafnir. De machine had een Chater Lea-frame en de radiateur zat onder de tank. De tweeversnellingsbak werd door een korte ketting aangedreven en de machine had ook al een koppeling. Als de motor al in productie is genomen is hij uiterlijk tot 1905 gemaakt.